# John R. Leonetti
John Robert Leonetti (4 de juliol de 1956, Califòrnia, Estats Units) és un director de cinema estatunidenc. És més conegut pel seu treball en col·laboració amb el director James Wan, per a qui ha treballat com a director de fotografia a cinc pel·lícules.
Leonetti començà la seva carrera com un adolescent treballant per a la botiga de càmeres fotogràfiques de la seva família, negoci que inicià el seu pare, Frank Leonetti, conegut pel seu treball a pel·lícules com El màgic d'Oz i Cantant sota la pluja.

## Filmografia

### Cinema
| Any  | Títol                       | Paper                  | Paper    |
| Any  | Títol                       | Director de fotografia | Director |
| ---- | --------------------------- | ---------------------- | -------- |
| 1991 | Child's Play 3              | Sí                     |          |
| 1993 | Hot Shots! Part Deux        | Sí                     |          |
| 1994 | La màscara                  | Sí                     |          |
| 1995 | Mortal Kombat               | Sí                     |          |
| 1996 | Espía como puedas           | Sí                     |          |
| 1997 | Mortal Kombat: Aniquilación |                        | Sí       |
| 1999 | Detroit Rock City           | Sí                     |          |
| 2001 | Joe Dirt                    | Sí                     |          |
| 2002 | The Scorpion King           | Sí                     |          |
| 2003 | Honey                       | Sí                     |          |
| 2004 | Raise Your Voice            | Sí                     |          |
| 2005 | The Perfect Man             | Sí                     |          |
| 2006 | The Woods                   | Sí                     |          |
| 2006 | The Butterfly Effect 2      |                        | Sí       |
| 2007 | Dead Silence                | Sí                     |          |
| 2007 | I Know Who Killed Me        | Sí                     |          |
| 2007 | Death Sentence              | Sí                     |          |
| 2010 | Ca$h                        | Sí                     |          |
| 2010 | Piranha 3D                  | Sí                     |          |
| 2010 | Súper Híbrido               | Sí                     |          |
| 2011 | Insidious                   | Sí                     |          |
| 2011 | Soul Surfer                 | Sí                     |          |
| 2013 | The Conjuring               | Sí                     |          |
| 2013 | Insidious: Chapter 2        | Sí                     |          |
| 2014 | Annabelle                   |                        | Sí       |
| 2016 | Wolves at the Door          |                        | Sí       |
| 2017 | Wish Upon                   |                        | Sí       |
| 2019 | The Silence                 |                        | Sí       |